# UGMK Arena
Die UGMK Arena (russisch УГМК Арена, englisch UMMC Arena) ist eine Mehrzweckhalle in der russischen Stadt Jekaterinburg. Die Veranstaltungsarena ist die neue Heimat des Eishockeyclubs Awtomobilist Jekaterinburg aus der Kontinentalen Hockey-Liga (KHL) sowie der Frauenbasketballmannschaft von UGMK Jekaterinburg (Superleague), die den russischen Meistertitel seit 2009, mit Ausnahme von 2022, in Serie gewann. Zuvor war Awtomobilist im KRK Uralez beheimatet. Die Basketballerinnen traten zu ihren Heimspielen im Palast der Spielsportarten an.

## Geschichte
Der Standort befindet sich im Stadtzentrum am nie vollendeten Fernsehturm am Ufer des Isset. Am 24. März 2018 wurde die fast 220 Meter hohe Bauruine gesprengt. Der Bau begann 1983 und sollte einmal 361 Meter hoch werden. 1991 wurden die Bauarbeiten durch Finanzierungsprobleme unterbrochen und nie fortgeführt.
Ende Juli 2018 einigten sich die Stadt und das Metallurgieunternehmen Uralskaja Gorno-Metallurgitscheskaja Kompanija (UGMK) als Bauherr auf den Entwurf von HPP Architekten (Düsseldorf) aus den drei noch vorliegenden Vorschlägen. Die Halle soll den Plänen zufolge eine transluzente Fassade aus horizontalen Metallstäben sowie ein gläsernes Zugangsgeschoss erhalten. Neben Eishockey und Basketball wird die Multifunktionsarena für weitere Sportarten wie u. a. Volleyball, Handball, Futsal, Eiskunstlauf oder Boxen sowie internationale Großveranstaltungen und Konzerte gerüstet sein. Durch verschiebbare Tribünen lässt sich der Innenraum individuell anpassen. Bei Sportveranstaltungen sollte die UGMK Arena 12.000 Plätze bieten. Maximal ist Platz für 15.000 Besucher bei Konzerten. Die Bauarbeiten sollten Ende 2018 beginnen. Ein Eröffnungstermin war damals noch nicht bekannt.
Nach den Vorarbeiten wurde am 31. Oktober 2019 im Beisein von Bauminister Wladimir Jakuschew, dem Gouverneur des Oblast Swerdlowsk, Jewgeni Kuiwaschew, dem Bürgermeister der Stadt, Aleksandr Wysokinskij, sowie dem Generaldirektor der UGMK AG, Andrei Kozitsyn, und dem HPP Senior Partner Gerhard G. Feldmeyer der Grundstein für die neue Multifunktionsarena gelegt. Es wurde traditionell eine Zeitkapsel eingemauert. Gleichzeitig wurde ein Timer mit Countdownfunktion bis zum geplanten Eröffnungstag am 30. Juni 2023 gestartet. Die Zeremonie fand im Rahmen der internationalen Tagung „100+ Forum Russia“, einem der größten Treffen der russischen Baubranche, statt. Da die UGMK Arena als ein Veranstaltungsort der Summer World University Games 2023 (8. bis 19. August) in Jekaterinburg vorgesehen war, war die Einweihung kurz vor diesem Großereignis geplant.
Ende April 2022 entzog die Fédération Internationale du Sport Universitaire (FISU) der Stadt Jekaterinburg die Austragung der Summer World University Games 2023 aufgrund des russisch-ukrainischen Krieges.
Im Oktober 2022 wurde die für 2023 geplante Eröffnung auf Dezember 2024 verschoben. Am 10. März 2025 wurde die neue Halle mit dem KHL-Spiel von Awtomobilist Jekaterinburg gegen den HK ZSKA Moskau vor 10.489 Zuschauer eröffnet (3:4).

## Galerie

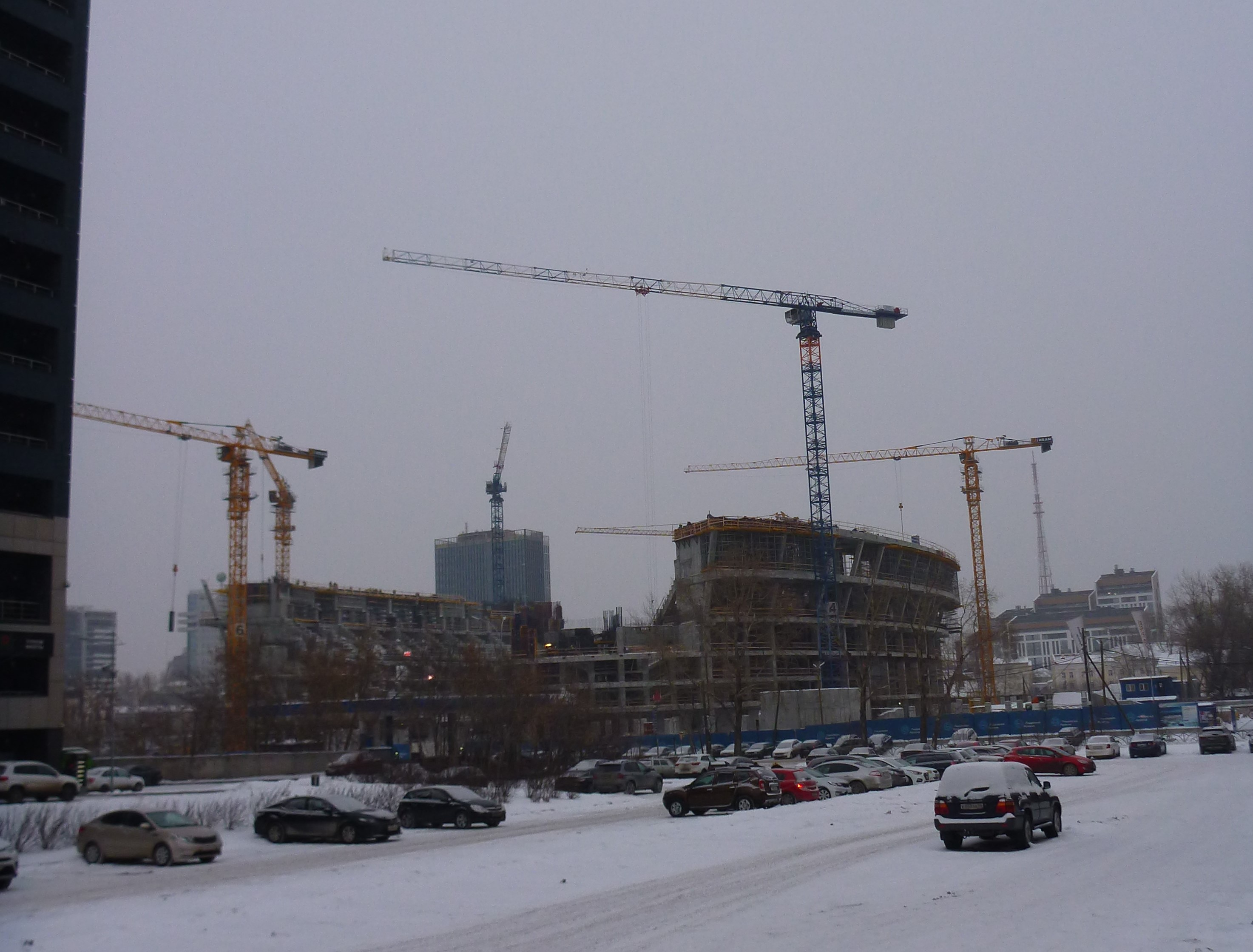
Dezember 2020
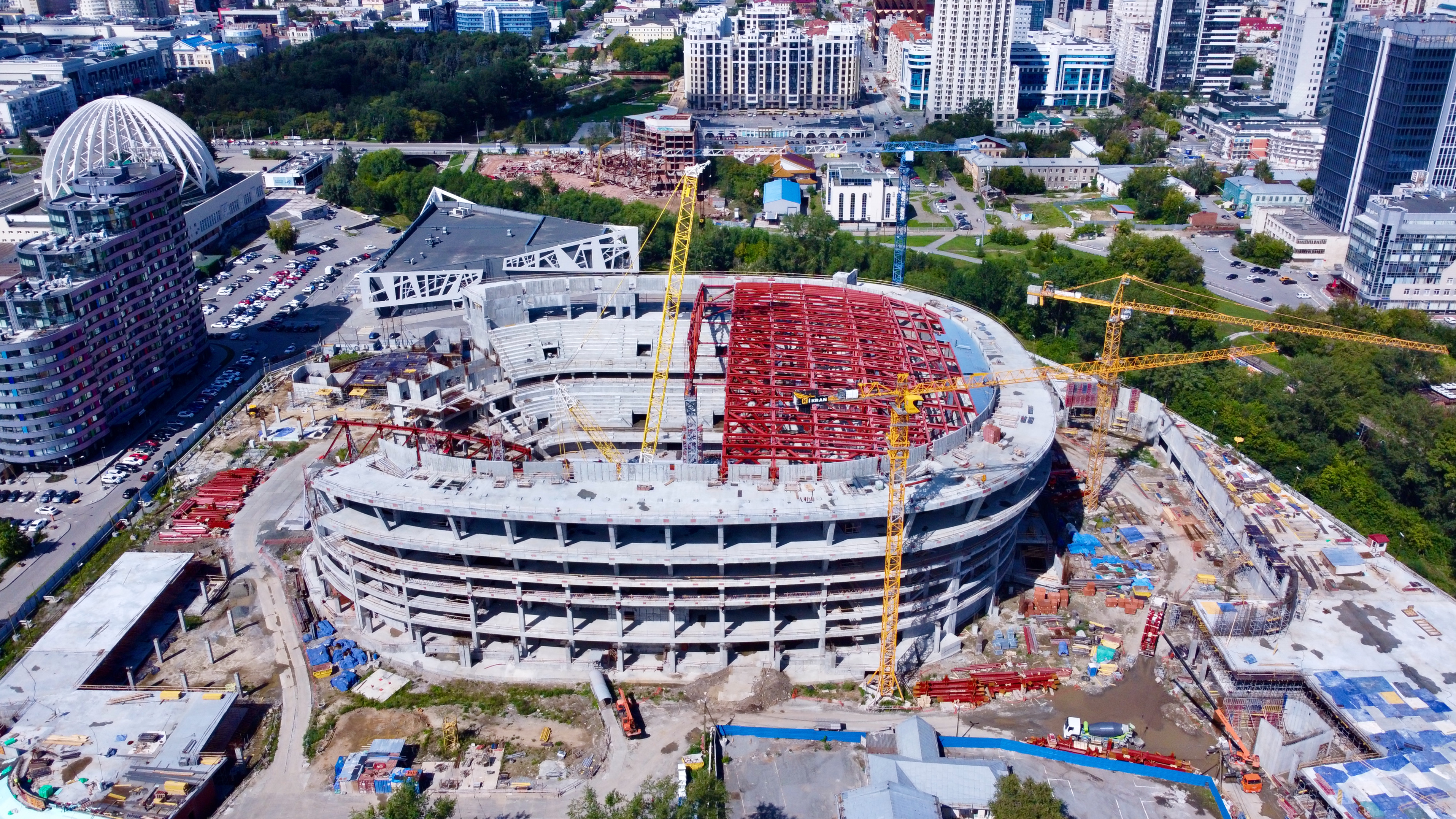
August 2021
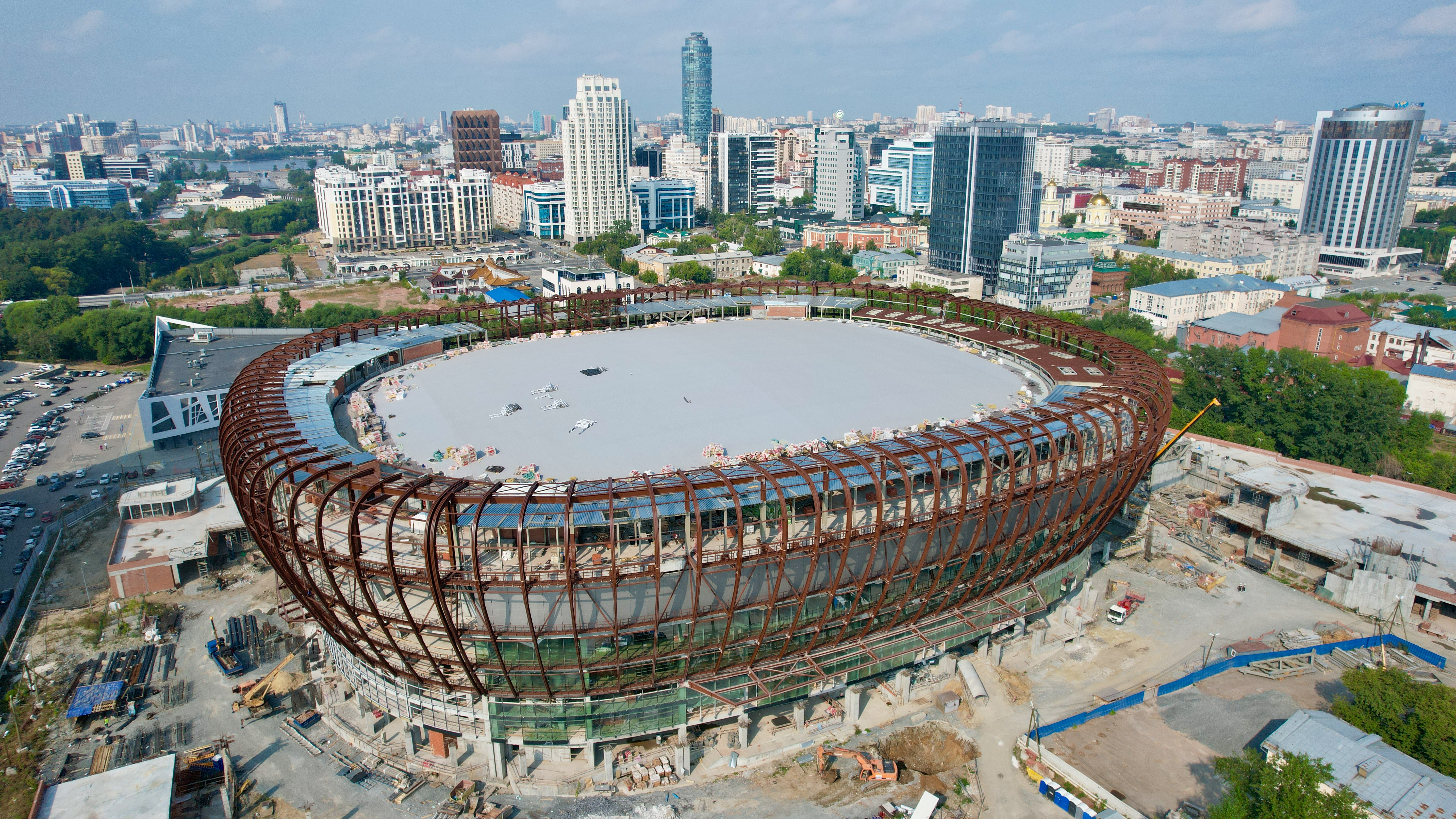
August 2022
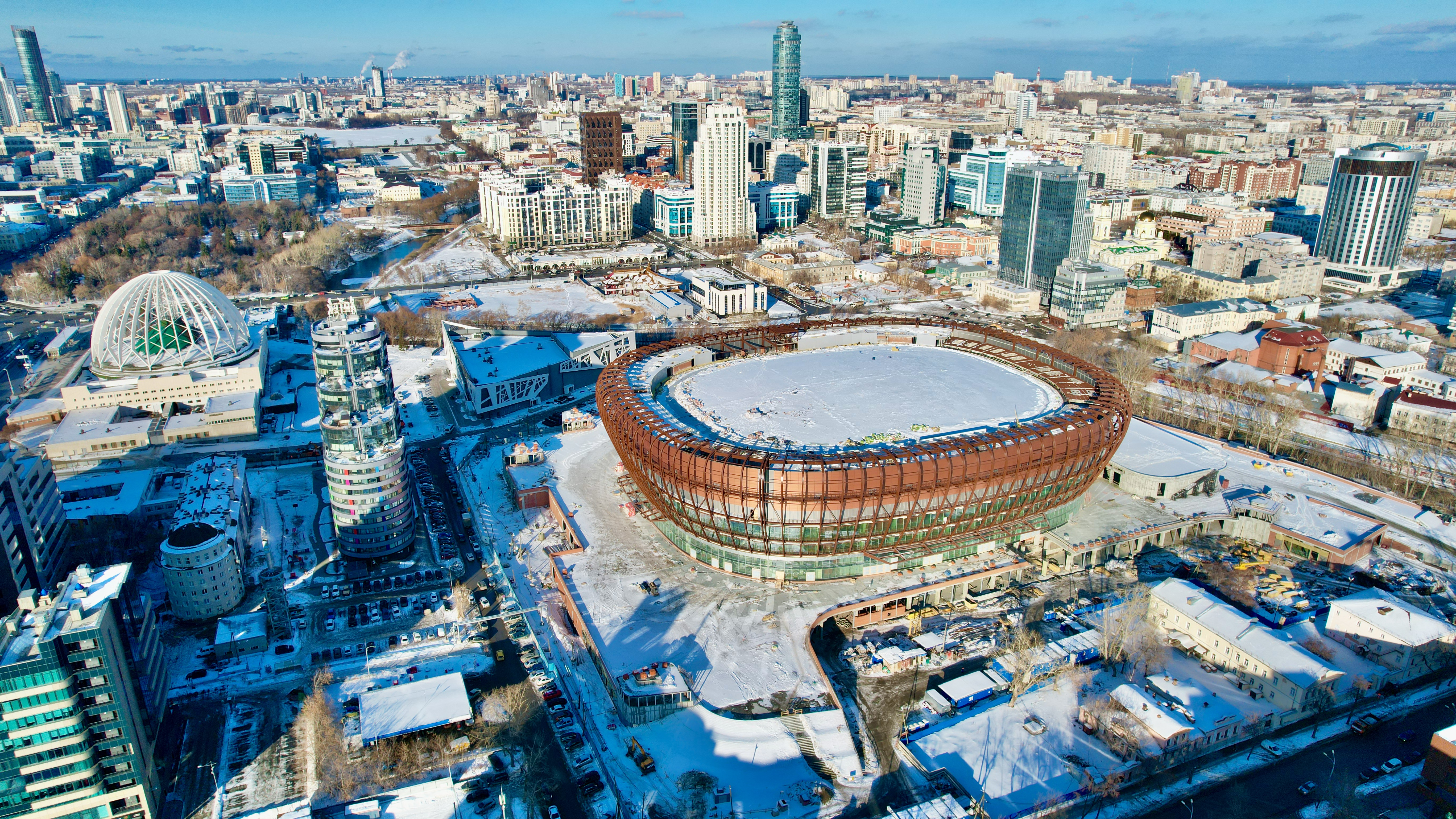
Februar 2023
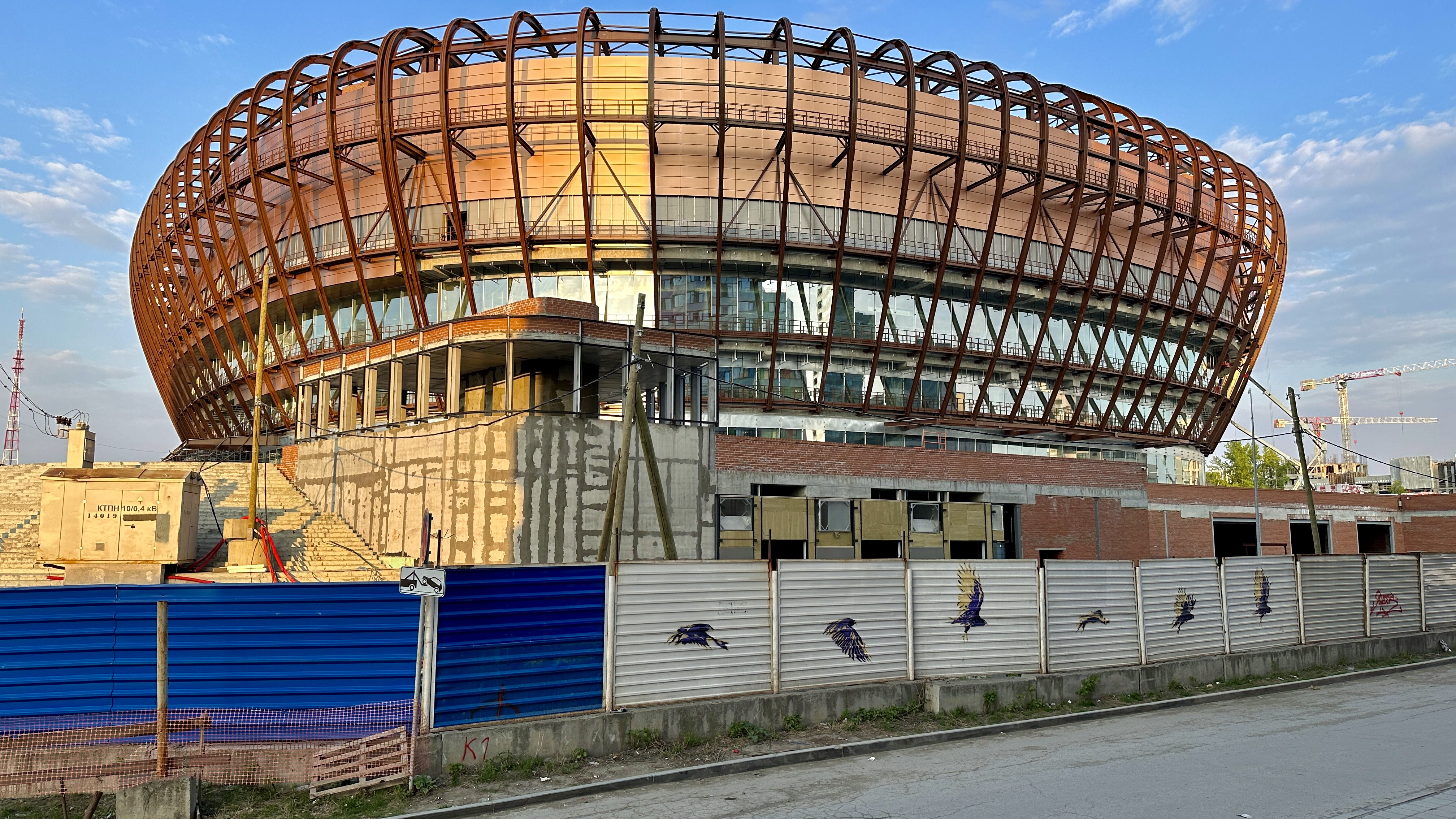
Mai 2023
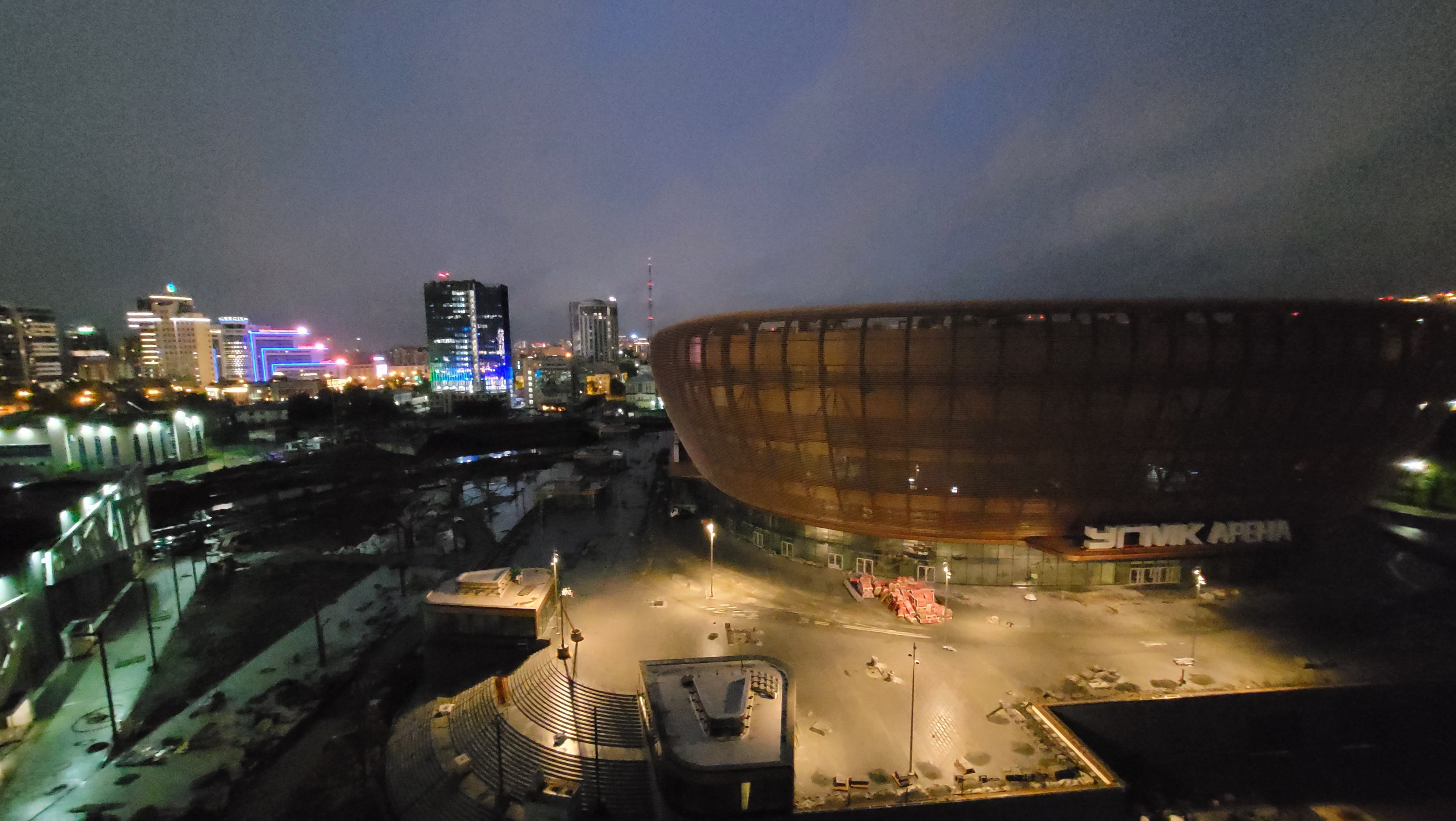
Juni 2024
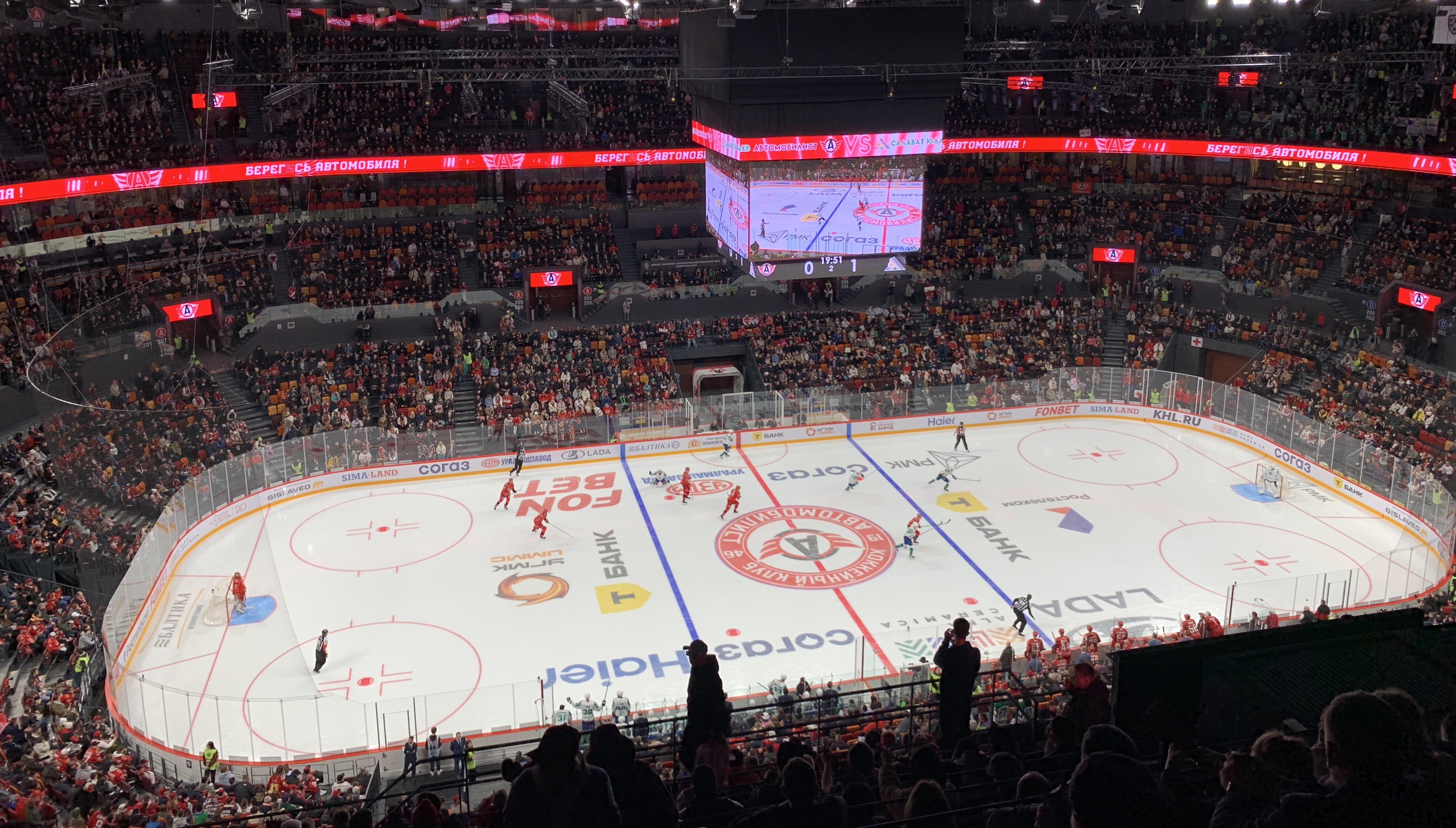
Eishockeyspiel im März 2025